# Collegiata di San Leonardo di Noblac
La collegiata di San Leonardo di Noblac è una collegiata francese, nella città di Saint-Léonard-de-Noblat, nella regione del Limosino e Dipartimento dell'Alta Vienne.
Essa è stata costruita secondo l'architettura romanica. Fa parte del pellegrinaggio di Santiago di Compostela lungo la Via Lemovicensis.
Nel 1998 il sito è stato inserito nell'elenco dei luoghi patrimonio dell'umanità dall'UNESCO.